# Dynamische waterstofelektrode
Een dynamische waterstofelektrode (DHE of Dynamic Hydrogen Electrode) is een referentie-elektrode, meer specifiek een subtype van de standaard-waterstofelektroden voor elektrochemische processen door het nabootsen van een omkeerbare waterstofelektrode met ongeveer 20 tot 40 mV aan meer negatief potentiaal.

## Principe
Een ionendoorlatende scheidingswand in een glazen buis verbindt twee elektrolyten waarbij een beetje stroom wordt gezet op de kathode en anode.

## Toepassingen
- Direct methanol fuel cells[2][3]
- Proton exchange membrane fuel cells[4]
- Solid Polymer Fuel Cell[5]